# Quedorlaomer
Quedorlaomer (em hebraico: כְּדָרְלָעֹמֶר, kĕḏor-lā’ōmer) foi o rei do antigo Elão nos dias de Abraão e mencionado no livro de Gênesis, no capítulo 14. De acordo com o historiador Gérard Gertoux, ele havia reinado em Elão de 1 990 até 1 954 a.C., após o declínio na dinastia Avã.
De acordo com o livro de Gênesis, ele governou a terra de Canaã e muitas regiões vizinhas por 14 anos. No último ano do seu reinado ele fez guerra contra pelo menos 12 tribos e reinos de cidade, em resposta a uma revolta.

## Biografia
Após 12 anos sob o domínio elamita, no ano seguinte, a Terra de Canaã, as planícies do rio Jordão e as regiões vizinhas se rebelaram contra Quedorlaomer. Isso provocou um efeito dominó que incitou o rei persa a recuperar o controle. Para assegurar seu sucesso, ele convocou três outras alianças, Anrafel de Sinar (que poderia ser Ibal-Piel de Esnuna ou simplesmente Hamurabi), Arioque de Elasar (poderia ser algum rei de Larsa) e Tidal de Goim (referido a Tudália I do Império Hitita). Quedorlaomer obteve a sua vitória no vale de Sidim (que é o mar de sal), o vale de Sidim era rico em poços de betume onde os reis de Sodoma e de Gomora caíram quando fugiam do rei Quedorlaomer.
Após a descoberta de documentos escritos na língua elamita e na língua babilônica, pensou-se que Quedorlaomer é uma transliteração do composto elamita Cudur-Lagamar, que significa "servo de Lagamaru" - uma referência a Lagamaru, uma divindade elamita cuja existência foi mencionada por Assurbanípal. No entanto, nenhuma menção de um indivíduo chamado Cudur-Lagamar ainda foi encontrada; as inscrições que se pensava conter este nome são agora conhecidas por terem nomes diferentes.